# Patrick Deval
Ne doit pas être confondu avec Deval Patrick.
Patrick Deval (né le 8 mai 1944 à Charlieu) est un auteur-réalisateur, voyageur, journaliste et essayiste français.

## Biographie
Patrick Deval étudie la littérature et le cinéma au lycée Voltaire de Paris avec Henri Agel, puis il suit les Anti-cours d'Henri Langlois à la Cinémathèque française. En 1962, avec ses compères lycéens Serge Daney et Louis Skorecki, il fonde une revue éphémère, Visages du cinéma.
En 1966, il co-réalise avec Christian Ledoux son premier court-métrage, Zoé bonne, avec Claude Chabrol. En 1967, Patrick Deval filme Héraclite l’obscur en Tunisie, un péplum philosophique auquel Charles Denner prête sa voix, présenté à la Cinémathèque et au Festival International du jeune cinéma d'Hyères en avril 1968. Un mois plus tard, sur les barricades, il participe au collectif d'actualités révolutionnaires Actua 1 avec Philippe Garrel et Laurent Condominas. Actua 1 est rediffusé le 19 mai 2018 dans le cadre de la Nuit européenne des musées 2018. La mécène Sylvina Boissonnas produit son film expérimental du Groupe Zanzibar : Acéphale, qui est édité en DVD en 2012. Il a été réalisé durant l'été 1968, projeté à la première édition de la Quinzaine des réalisateurs à Cannes en 1969. La Cinémathèque reprendra le fac-simile de cette programmation de la Quinzaine des réalisateurs de 1969 du 23 mars au 3 mai 2018.
À partir de 1969, Deval voyage aux États-Unis, au Mexique, au Maroc, puis il séjourne pendant huit ans en Asie (en Inde, en Indonésie et au Japon où il étudie pendant un an la poterie traditionnelle au village de Mashiko auprès du maître potier Shōji Hamada...)
En 1980, de retour en France, il collabore à différents journaux comme Actuel, Libération, Le Monde, L’Événement du jeudi, ou Globe pour des articles sur les sciences de la Terre et les sciences humaines...  à l'émission de télévision Droit de réponse de Michel Polac, ainsi qu'à Radio Nova et France-Culture. Ces mêmes années, il contribue au Comité du film ethnographique du Musée de l'Homme avec Jean Rouch et à l'ONG Survival International pour la protection des droits indigènes.
De 1992 à 2008, Deval réalise des documentaires à la télévision pour France 3 à Faut pas rêver, et des films ethno-musicologiques : Naissance d'un tambour (avec le musicien et poète guadeloupéen Guy Konkèt), Le Sosso Bala des Manding en Guinée, Le Vent du rêve en Australie, Mood Indigo au Japon et au Mali.
Auteur de plusieurs scénarios, il est lauréat de l’Agence Jules Verne pour la promotion des films scientifiques à la télévision pour son script Carajas, la montagne de fer en 1989, et de la Fondation Beaumarchais pour Electric Babylone (co-écrit avec George Oxley) en 1991.
En 2014, Patrick Deval publie un essai de contre-histoire : Squaws, la mémoire oubliée (Éditions Hoebeke), enquête ethnologique sur la condition féminine des Amérindiennes, traduit en américain en 2016 sous le titre d'American Indian Women (Abbeville Press NYC).

## Filmographie
- 1966 : Zoé Bonne - 30 ' avec Claude Chabrol (film aux archives du CNC)
- 1967 : Héraclite l'Obscur - 20 '  en DVD chez Re:Voir éditions, 2008
- 1968 : Acéphale - 60'  (Quinzaine des réalisateurs, Cannes, 1969) en DVD chez Re:Voir éditions, 2008
- 1992 : Set Setal, les murs qui parlent[11] (Arte la Sept / UNESCO)
- 1996 : Naissance d'un tambour[12] - 26'  (Canal +)
- 1997 : Madame Nerval au Fort de Joux – 13'
- 2000 : Le didjeridu des Aborigènes - Le sang des Dieux - La nuit des radis - Le Sosso Bala des Mandingues (classé au patrimoine oral de l'UNESCO) - 4 x13 ' (Faut pas rêver, FR3)
- 2002 : Les instruments migrateurs - 26 ' (Mezzo)
- 2003 : Mood Indigo - 52'  (Films de la lanterne)
- 2007 : L'Art érotique chinois  (Métropolis - Arte)

## Journalisme
- Actuel, Libération, Grands Reportages, Globe, L'EDJ, L'Autre Journal, Le Monde : de 1985 à 2000
- Droit de réponse avec Michel Polac - TF1, 1985
- Radio Nova : Chroniques jazz et beaux-arts, années 1990
- France Culture : L'usage du monde et Appel d'air avec Marie-Hélène Fraïssé, 1995 / 2000

## Publications et ouvrages de Patrick Deval
- 1962-63 : Visages du Cinéma (Howard Hawks et Otto Preminger)[1]
- 1968 : Quatre manifestes pour un cinéma violent, Opus international
- 1980 : Potier au Japon, dans le magazine Partir
- 1984 : Un monde transparent vers le futur : Acéphale, repris en 2007 dans Les films Zanzibar et les dandys de mai 1968, Sally Shafto, Paris Expérimental[13]
- 2001 : Jeune, dure et pure ! Une histoire du cinéma d'avant-garde en France, Nicole Brenez, Cinémathèque française[14]
- 2014 : Squaws, la mémoire oubliée, éditions Hoebeke[15]
- 2015 : Women rights owes to ethnological studies[16]
- 2016 : American Indian Women, Abbeville Press, NYC[10]
- 2018 : Notre nostalgie indienne[17]
- 2018 : "Anquetil Duperron découvreur des livres sacrés de l'Inde"[18]
- 2020 : Ravages, n°1, 18 juin 2020, "Canicula, La constellation du chien", Massot Éditions, Paris, 2020
- 2020 : Ravages, n°1, 18 juin 2020, "Moins d'espèces, plus de virus", écrit avec F. JOIGNOT,  Massot Éditions, Paris, 2020

## Articles sur Patrick Deval
- Positif, no 102, février 1969 Gérard Legrand
- L’Avant-Scène , n° 93, juin 1969, Serge Daney
- Cahiers du Cinéma, no 213, juin 1969, Pascal Kané
- Philippe Azoury, "L’Éclaireur", dans le livret du DVD d'Acéphale, éditions Re : voir, Paris, 2008
- Maximilian Le Cain, Fergus Daly, "Deval in '68", Issue n° 48, July, 2008 [19].
- Next Libération, 6 juin 2006, "Un zest de Zanzibar"[20]
- Libération, 29 mars 2008, Cahier Spécial Époque retournée [21]
- Causette, octobre 2014, "Squaws, Amères Indiennes"[22]
- Le Monde, 15 novembre 2014, "Figures de Squaws" – Frédéric Joignot
- La Croix, 30 décembre 2014, "Squaw Power !"
- L'Obs, 26 novembre 2014, "Qui connait le nom d'une squaw illustre ?" [23]
- Le Point, 28 novembre 2014, "Squaw Power" [24]
- L'Express, 5 décembre 2014, "Les Amérindiennes, des femmes avant-gardistes" [22]

## Entretiens avec Patrick Deval
- France Culture, 2 avril 1999, Alain Dister, "Mon Amérique à moi, dans Les Nuits magnétiques",
- France Culture, 9 octobre 2014, Un autre jour est possible, "Patrick Deval, l'impossible représentation des indiens d'Amérique" [25]
- Radio Nova, 12 janvier 2015, La Matinale [26]
- TV5 Monde, 25 décembre 2014, "Squaws et autres Amérindiennes, femmes libres, émancipées et puissantes", entretien avec Mohamed Kaci [27]